# Мейкон (округ, Іллінойс)
Шаблон:StateAbbr_ 39°52′ пн. ш. 88°58′ зх. д. / 39.86° пн. ш. 88.96° зх. д.
Округ  Мейкон (англ. Macon County) — округ (графство) у штаті  Іллінойс, США. Ідентифікатор округу 17115.

## Історія
Округ утворений 1829 року.

## Демографія
За даними перепису 
2000 року 
загальне населення округу становило 114706 осіб, зокрема міського населення було 96454, а сільського — 18252.
Серед мешканців округу чоловіків було 54726, а жінок — 59980. В окрузі було 46561 домогосподарство, 30960 родин, які мешкали в 50241 будинках.
Середній розмір родини становив 2,93.
Віковий розподіл населення поданий у таблиці:
| Стать    | До 15 років | 15-21 | 22-29 | 30-39 | 40-49 | 50-65 | 65-85 | Понад 85 |
| -------- | ----------- | ----- | ----- | ----- | ----- | ----- | ----- | -------- |
| Чоловіки | 11830       | 5863  | 5201  | 7126  | 8598  | 9072  | 6467  | 569      |
| Жінки    | 11558       | 5980  | 5537  | 7665  | 9084  | 9711  | 8855  | 1590     |

## Суміжні округи
- Де-Вітт — північ
- Піатт — північний схід
- Мултрі — південний схід
- Шелбі — південь
- Крістіан — південний захід
- Сенґамон — захід
- Лоґан — північний захід

## Виноски
1. ↑  US Decennial Census. US Census Bureau. Архів оригіналу за 26 квітня 2015. Процитовано 7 липня 2014.
2. ↑  Historical Census Browser. University of Virginia Library. Архів оригіналу за 11 серпня 2012. Процитовано 7 липня 2014.
3. ↑  Population of Counties by Decennial Census: 1900 to 1990. US Census Bureau. Архів оригіналу за 24 квітня 2014. Процитовано 7 липня 2014.
4. ↑  Census 2000 PHC-T-4. Ranking Tables for Counties: 1990 and 2000 (PDF). US Census Bureau. Архів (PDF) оригіналу за 18 грудня 2014. Процитовано 7 липня 2014.
5. ↑  State & County QuickFacts. US Census Bureau. Архів оригіналу за 6 червня 2011. Процитовано 7 липня 2014.(англ.) Наведено за англійською вікіпедією.
6. ↑  American FactFinder. Бюро перепису населення США. Архів оригіналу за 26 лютого 2012. Процитовано 31 січня 2008.

| США | Це незавершена стаття з географії США. Ви можете допомогти проєкту, виправивши або дописавши її. |